# Шумигорский, Евгений Севастьянович
Евгений Севастьянович Шумигорский (1857—1920) — русский историк.

## Биография
Евгений Шумигорский окончил историко-филологический факультет Харьковского университета (1879). Был преподавателем русского языка и словесности, истории и географии в учебных заведениях Воронежа, а затем Санкт-Петербурга. Позднее состоял чиновником особых поручений в ведомстве учреждений императрицы Марии. Был женат на Ольге Алексеевне Белозоровой.

## Научная деятельность
Областью исторических интересов Шумигорского являлась эпоха императора Павла I. Работы Шумигорского основаны на многочисленных архивных материалах. Это исторические сочинения, отдельные статьи в журналах, повести и рассказы на исторические темы:
- Очерки из русской истории. I. Императрица-публицист.
- Императрица Мария Федоровна (1759—1828). Её биография. — М., 1890.
- Ведомство учреждений императрицы Марии (1797—1897). [Исторический очерк]. — СПб., 1897.
- Екатерина Ивановна Нелидова. 1758—1839. (Очерк из истории императора Павла). — СПб., 1898.
- Павловский институт (1798—1898). Краткий исторический очерк. — СПб., 1898.
- Павел I (1754—1801): биографический очерк. — СПб.: Тип. гл. упр. уделов, 1899.
- Екатерина Ивановна Нелидова. — СПб.: Скоропечатня П. О. Яблонского, 1902. Переиздание: М.: Захаров, 2008.
- Очерк из истории императора Павла.
- Император Павел I. Жизнь и царствование. — СПб.: Тип. В. Д. Смирнова, 1907. Переизд.: М.: Гос. публ. ист. б-ка России, 2014.
- Императорское женское патриотическое общество (1812—1912). — СПб., 1912.
- Отечественная война 1812 года. — СПб., 1912.
- Тени минувшего. Исторические повести и рассказы. — Пг., 1915.

Е. Шумигорский является автором статьи «Павел I» в Русском биографическом словаре. Также опубликовал статью «Император Павел I и масонство» в двухтомнике «Масонство в его прошлом и настоящем» (Москва, 1914—1915).